# Belgrandiella wawrai
Belgrandiella wawrai é uma espécie de gastrópode  da família Hydrobiidae.
É endémica de Austria.